# آونو-لو-سک
آونو-لو-سک (به فرانسوی: Avesnes-le-Sec) یک کمون در فرانسه است که در canton of Bouchain واقع شده‌است. آونو-لو-سک ۱۰٫۳۹ کیلومتر مربع مساحت دارد ۶۱ متر بالاتر از سطح دریا واقع شده‌است.